# 佩列柳布 (科留科夫卡區)
51°58′50″N 32°20′6″E / 51.98056°N 32.33500°E
佩列柳布（烏克蘭語：Перелюб），是烏克蘭北部的村莊，隸屬切爾尼希夫州的科留基夫卡區。該村始建於1500年，面積2.96平方公里，海拔高度141米，2001年人口857，人口密度每平方公里289.4人。